# Ghana i olympiska sommarspelen 1996
Ghana deltog i de olympiska sommarspelen 1996 med en trupp bestående av 35 deltagare, men ingen av landets deltagare erövrade någon medalj.

## Bordtennis
Herrsingel
Gruppsteg - Grupp D
| Lag                   | Pld | W | L | GW | GL | PW  | PL  |
| --------------------- | --- | - | - | -- | -- | --- | --- |
| Jan-Ove Waldner (SWE) | 3   | 3 | 0 | 6  | 1  | 148 | 111 |
| Lee Chul-Seung (KOR)  | 3   | 2 | 1 | 4  | 2  | 114 | 98  |
| Ilija Lupulesku (YUG) | 3   | 1 | 2 | 3  | 4  | 129 | 120 |
| Isaac Opoku (GHA)     | 3   | 0 | 3 | 0  | 6  | 64  | 126 |

Damdubbel
Gruppsteg - Grupp C
| Lag                                 | Pld | W | L | GW | GL | PW  | PL  |
| ----------------------------------- | --- | - | - | -- | -- | --- | --- |
| Kong Linghui / Liu Guoliang         | 3   | 3 | 0 | 6  | 0  | 126 | 77  |
| Patrick Chila / Christopher Legout  | 3   | 2 | 1 | 4  | 3  | 133 | 102 |
| Peter Karlsson / Thomas von Scheele | 3   | 1 | 2 | 3  | 4  | 116 | 120 |
| Winfred Addy / Isaac Opoku          | 3   | 0 | 3 | 0  | 6  | 50  | 126 |

## Boxning
| Idrottare       | Gren            | Sextondelsfinal      | Åttondelsfinal       | Kvartsfinal          | Semifinal            | Final                |                  |
| Idrottare       | Gren            | Motståndare Resultat | Motståndare Resultat | Motståndare Resultat | Motståndare Resultat | Motståndare Resultat |                  |
| --------------- | --------------- | -------------------- | -------------------- | -------------------- | -------------------- | -------------------- | ---------------- |
| Alfred Tetteh   | Lätt flugvikt   | Berhili (MAR) L 10-5 | Gick inte vidare     | Gick inte vidare     | Gick inte vidare     | Gick inte vidare     |                  |
| Ashiakwei Aryee | Lätt mellanvikt | bye                  | Cadeau (SEY) L 18-6  | Gick inte vidare     | Gick inte vidare     | Gick inte vidare     | Gick inte vidare |

## Fotboll
Herrar
| Nr | Pos. | Namn                    | Födelsedatum (ålder)      | Matcher | Mål |              | Klubb             |
| -- | ---- | ----------------------- | ------------------------- | ------- | --- | ------------ | ----------------- |
| 1  | MV   | Richard Kingson         | 13 juni 1978 (18 år)      |         |     | Ghana        | Great Olympics    |
| 2  | F    | Jacob Nettey            | 25 januari 1976 (20 år)   |         |     | Ghana        | Hearts of Oak     |
| 3  | A    | Nii Welbeck             | 3 oktober 1976 (19 år)    |         |     | Schweiz      | Winterthur        |
| 4  | F    | Stephen Baidoo          | 25 februari 1976 (20 år)  |         |     | Ghana        | Goldfields        |
| 5  | F    | Joseph Addo*            | 21 september 1971 (24 år) |         |     | Tyskland     | FSV Frankfurt     |
| 6  | F    | Afo Duodo               | 23 november 1973 (22 år)  |         |     | Grekland     | Kalamata          |
| 7  | F    | Samuel Kuffour          | 3 september 1976 (19 år)  |         |     | Tyskland     | Bayern München    |
| 8  | MF   | Mallam Yahaya           | 31 december 1974 (21 år)  |         |     | Tyskland     | Borussia Dortmund |
| 9  | A    | Augustine Ahinful       | 30 november 1974 (21 år)  |         |     | Schweiz      | Kriens            |
| 10 | MF   | Charles Akonnor         | 12 mars 1974 (22 år)      |         |     | Tyskland     | Fortuna Köln      |
| 11 | A    | Emmanuel Duah           | 14 november 1976 (19 år)  |         |     | Turkiet      | Eskişehirspor     |
| 12 | A    | Felix Aboagye           | 5 december 1975 (20 år)   |         |     | Egypten      | Al-Ahly           |
| 13 | MF   | Ohene Kennedy           | 28 april 1973 (23 år)     |         |     | Saudiarabien | Al-Nasr           |
| 14 | MF   | Ebenezer Hagan          | 1 oktober 1975 (20 år)    |         |     | Grekland     | Kalamata          |
| 15 | F    | Christian Saba          | 29 december 1978 (17 år)  |         |     | Tyskland     | Bayern München    |
| 16 | MV   | Simon Addo              | 11 december 1974 (21 år)  |         |     | Ghana        | Ghapoha Readers   |
| 17 | A    | Emmanuel Kuffour        | 6 april 1976 (20 år)      |         |     | Ghana        | Ebusua Dwarfs     |
| 18 | A    | Prince Koranteng Amoako | 19 november 1973 (22 år)  |         |     | Ghana        | Asante Kotoko     |

Gruppspel
|              | Spelade | Vinster | Oavgjorda | Förluster | Gjorda mål | Insläppta mål | Poäng |
| ------------ | ------- | ------- | --------- | --------- | ---------- | ------------- | ----- |
| Mexiko       | 3       | 1       | 2         | 0         | 2          | 1             | 5     |
| Ghana U23    | 3       | 1       | 1         | 1         | 4          | 4             | 4     |
| Sydkorea U23 | 3       | 1       | 1         | 1         | 2          | 2             | 4     |
| Italien U23  | 3       | 1       | 0         | 2         | 4          | 5             | 3     |

Slutspel
|  | Kvartsfinal                | Kvartsfinal           |                           |   | Semifinal               | Semifinal               |   |  | Final | Final |
|  |                            |                       |                           |   |                         |                         |   |  |       |       |
|  | 27 juli 1996 - Miami       |                       |                           |   |                         |                         |   |  |       |       |
|  |                            |                       |                           |   |                         |                         |   |  |       |       |
|  | Portugal U23 (förlängning) | 2                     |                           |   |                         |                         |   |  |       |       |
|  | Portugal U23 (förlängning) | 2                     | 30 juli 1996 - Athens     |   |                         |                         |   |  |       |       |
|  | Frankrike U23              | 1                     |                           |   |                         |                         |   |  |       |       |
|  | Frankrike U23              | 1                     | Portugal U23              | 0 |                         |                         |   |  |       |       |
|  | 27 juli 1996 - Birmingham  |                       | Portugal U23              | 0 |                         |                         |   |  |       |       |
|  |                            | Argentina U23         | 2                         |   |                         |                         |   |  |       |       |
|  | Argentina U23              | Argentina U23         | 2                         | 4 |                         |                         |   |  |       |       |
|  | Argentina U23              |                       | 3 augusti 1996 - Athens   | 4 |                         |                         |   |  |       |       |
|  | Spanien U23                | 0                     |                           |   |                         |                         |   |  |       |       |
|  | Spanien U23                | 0                     | Nigeria U23               | 3 |                         |                         |   |  |       |       |
|  | 28 juli 1996 - Birmingham  |                       | Nigeria U23               | 3 |                         |                         |   |  |       |       |
|  |                            | Argentina U23         | 2                         |   |                         |                         |   |  |       |       |
|  | Mexiko U23                 | Argentina U23         | 2                         | 0 |                         |                         |   |  |       |       |
|  | Mexiko U23                 | 31 juli 1996 - Athens |                           | 0 |                         |                         |   |  |       |       |
|  | Nigeria U23                | 2                     |                           |   |                         |                         |   |  |       |       |
|  | Nigeria U23                | 2                     | Nigeria U23 (förlängning) | 4 | Bronsmatch              | Bronsmatch              |   |  |       |       |
|  | 28 juli 1996 - Miami       |                       | Nigeria U23 (förlängning) | 4 | Bronsmatch              | Bronsmatch              |   |  |       |       |
|  |                            | Brasilien U23         | 3                         |   | 2 augusti 1996 - Athens | 2 augusti 1996 - Athens |   |  |       |       |
|  | Brasilien U23              | Brasilien U23         | 3                         | 4 | 2 augusti 1996 - Athens | 2 augusti 1996 - Athens |   |  |       |       |
|  | Brasilien U23              |                       |                           |   |                         | Brasilien U23           | 5 |  |       |       |
|  | Ghana U23                  | 2                     |                           |   |                         | Brasilien U23           | 5 |  |       |       |
|  | Ghana U23                  | 2                     | Portugal U23              | 0 |                         |                         |   |  |       |       |
|  |                            |                       | Portugal U23              | 0 |                         |                         |   |  |       |       |

## Friidrott
Herrar
| Idrottare                                                                       | Gren                            | Heat omgång 1   | Heat omgång 1   | Heat omgång 2    | Heat omgång 2    | Semifinal        | Semifinal        | Final            | Final            |
| Idrottare                                                                       | Gren                            | Tid             | Placering       | Tid              | Placering        | Tid              | Placering        | Tid              | Placering        |
| ------------------------------------------------------------------------------- | ------------------------------- | --------------- | --------------- | ---------------- | ---------------- | ---------------- | ---------------- | ---------------- | ---------------- |
| Eric Nkansah                                                                    | Herrarnas 100 meter             | 10.26           | 13 Q            | 10.24            | 15 Q             | 10.26            | 14               | Gick inte vidare | Gick inte vidare |
| Emmanuel Tuffour                                                                | Herrarnas 100 meter             | 10.15           | 5 Q             | 10.18            | 12 q             | 10.22            | 13               | Gick inte vidare | Gick inte vidare |
| Emmanuel Tuffour                                                                | Herrarnas 200 meter             | 20.85           | 39 Q            | 20.49            | 11 q             | 20.61            | 14               | Gick inte vidare | Gick inte vidare |
| Albert Agyemang                                                                 | Herrarnas 200 meter             | 20.69           | 22 Q            | 20.87            | 31               | Gick inte vidare | Gick inte vidare | Gick inte vidare | Gick inte vidare |
| Ibrahim Hassan                                                                  | Herrarnas 400 meter             | Fullföljde inte | Fullföljde inte | Gick inte vidare | Gick inte vidare | Gick inte vidare | Gick inte vidare | Gick inte vidare | Gick inte vidare |
| Frank Boateng                                                                   | Herrarnas 110 meter häck        | 13.87           | 29              | Gick inte vidare | Gick inte vidare | Gick inte vidare | Gick inte vidare | Gick inte vidare | Gick inte vidare |
| Albert Agyemang Eric Nkansah Christian Nsiah Emmanuel Tuffour Abdul Aziz Zakari | Herrarnas 4 x 100 meter stafett | 39.47           | 15 q            | N/A              | N/A              | 38.62            | 6 Q              | Startade inte    | Startade inte    |
| Solomon Amegatcher Abu Duah Julius Sedame Ahmed Ali                             | Herrarnas 4 x 400 meter stafett | 3:05.53         | 18              | N/A              | N/A              | Gick inte vidare | Gick inte vidare | Gick inte vidare | Gick inte vidare |

| Idrottare     | Gren                | Kval     | Kval      | Final            | Final            |
| Idrottare     | Gren                | Resultat | Placering | Resultat         | Placering        |
| ------------- | ------------------- | -------- | --------- | ---------------- | ---------------- |
| Andrew Owusu  | Herrarnas längdhopp | 7.91     | 16        | Gick inte vidare | Gick inte vidare |
| Francis DoDoo | Herrarnas tresteg   | 16.24    | 26        | Gick inte vidare | Gick inte vidare |

Damer
| Idrottare  | Gren                    | Heat omgång 1 | Heat omgång 1 | Heat omgång 2    | Heat omgång 2    | Semifinal        | Semifinal        | Final            | Final            |
| Idrottare  | Gren                    | Tid           | Placering     | Tid              | Placering        | Tid              | Placering        | Tid              | Placering        |
| ---------- | ----------------------- | ------------- | ------------- | ---------------- | ---------------- | ---------------- | ---------------- | ---------------- | ---------------- |
| Mercy Addy | Damernas 400 meter      | 54.92         | 44            | Gick inte vidare | Gick inte vidare | Gick inte vidare | Gick inte vidare | Gick inte vidare | Gick inte vidare |
| Vida Nsiah | Damernas 100 meter häck | 13.34         | 34            | Gick inte vidare | Gick inte vidare | Gick inte vidare | Gick inte vidare | Gick inte vidare | Gick inte vidare |